# Yousef Mirza Bani Hammad
Yousef Mirza Bani Hammad (Khor Fakkan, 8 de octubre de 1988) es un ciclista emiratí. Debutó como profesional en 2009 y desde 2017 hasta 2022 militó en las filas del conjunto UAE Team Emirates, equipo al que siguió vinculado tras su retirada. Es hermano de Badr Mirza, también ciclista profesional.

## Palmarés

### Ruta
| 2008 - 3.º en el Campeonato de Emiratos Árabes Unidos Contrarreloj - 3.º en el Campeonato de Emiratos Árabes Unidos en Ruta 2009 - 2.º en el Campeonato de Emiratos Árabes Unidos en Ruta 2010 - Campeonato de Emiratos Árabes Unidos en Ruta 2011 - Campeonato de Emiratos Árabes Unidos Contrarreloj 2012 - 2.º en el Campeonato de Emiratos Árabes Unidos en Ruta - Campeonato de Emiratos Árabes Unidos Contrarreloj - Sharjah Tour, más 2 etapas - 1 etapa del Tour de Ijen 2013 - 2.º en el Campeonato de Emiratos Árabes Unidos Contrarreloj - Campeonato de Emiratos Árabes Unidos en Ruta - 1 etapa del Sharjah Tour - Tour de Al Zubarah, más 2 etapas 2014 - Campeonato de Emiratos Árabes Unidos en Ruta - Campeonato de Emiratos Árabes Unidos Contrarreloj - 2 etapas del Tour de Al Zubarah 2015 - 2.º en el Campeonato Asiático en Ruta - 3.º en el Campeonato de Emiratos Árabes Unidos Contrarreloj - Campeonato de Emiratos Árabes Unidos en Ruta | 2016 - Campeonato de Emiratos Árabes Unidos en Ruta - Campeonato de Emiratos Árabes Unidos Contrarreloj - 1 etapa de la Vuelta a Túnez 2017 - 2.º en el Campeonato Asiático en Ruta - Campeonato de Emiratos Árabes Unidos Contrarreloj - Campeonato de Emiratos Árabes Unidos en Ruta 2018 - Campeonato Asiático en Ruta - Campeonato de Emiratos Árabes Unidos en Ruta - Campeonato de Emiratos Árabes Unidos Contrarreloj 2019 - Campeonato de Emiratos Árabes Unidos Contrarreloj - Campeonato de Emiratos Árabes Unidos en Ruta - 1 etapa del Tour de Egipto 2021 - Campeonato de Emiratos Árabes Unidos en Ruta - Campeonato de Emiratos Árabes Unidos Contrarreloj 2022 - Campeonato de Emiratos Árabes Unidos Contrarreloj - Campeonato de Emiratos Árabes Unidos en Ruta |

### Pista
2015
- 2.º en el Campeonato Asiático en Puntuación

2017
- 3.º en el Campeonato Asiático en Puntuación